# Табеа Селлнер
Тебеа Селлнер (раніше Васмут, нім. Tabea Sellner, Waßmuth, нар. 25 серпня 1996, Гіссен) — німецька футболістка, нападниця німецького клубу «Вольфсбург» і збірної Німеччини.